# Synthemis miranda
Synthemis miranda är en trollsländeart som beskrevs av Selys 1871. Synthemis miranda ingår i släktet Synthemis och familjen skimmertrollsländor. IUCN kategoriserar arten globalt som livskraftig. Inga underarter finns listade i Catalogue of Life.